# Academia Técnica Militar Bolivariana
La Academia Técnica Militar Bolivariana (ATMB), es un centro de formación militar superior de Venezuela, la cual se encuentra dividida en seis academias, ubicadas en Maracay (estado Aragua) y el resto en Caracas (Distrito Capital) y Catia La Mar (estado La Guaira). La misma fue creada el 10 de marzo de 2009, por el presidente Hugo Chávez, que en su momento se llamó Escuela de Formación de Oficiales Técnicos (EFOTEC). Es una de las doce academias adscritas a la Universidad Militar Bolivariana de Venezuela.
La ATMB, egresa cadetes con el rango de teniente y teniente de corbeta en cuatro de los cinco componentes de la Fuerza Armada Nacional Bolivariana (Ejército Bolivariano, Armada Bolivariana, Aviación Militar Bolivariana y Guardia Nacional Bolivariana) dentro de la UMBV. Los mismos se titulan como Licenciados en Ciencias Militares o Navales, Enfermería Militar o Ingeniería Militar, según su mención y hasta 2017, Licenciados en Ciencias y Artes Militares mención Fisioterapia y Rehabilitación.

## Historia
En 2008, el expresidente de Venezuela, Hugo Chávez, modifica la Ley Orgánica de la Fuerza Armada Nacional Bolivariana (LOFANB) publicada en Gaceta Oficial N.º 5891 Extraordinario de fecha 31 de julio, de ese mismo año. Eso trae como consecuencia, la desactivación de la Escuela Básica de la Fuerza Armada Nacional Bolivariana y en dicho lugar, se inaugura el Instituto de Formación de Oficiales Técnicos de la Fuerza Armada Nacional Bolivariana, como institución universitaria, donde los suboficiales pasarían a ser oficiales técnicos.
Tras otras modificaciones en los currículos sobre la educación militar venezolana, se decide unificar varios institutos de formación y se crea la Escuela de Formación de Oficiales Técnicos (EFOTEC), el 10 de marzo de 2009, mediante decreto presidencial N.º 6581, publicado en Gaceta Oficial N.º 39 135, quedando conformada por cinco núcleos unificados, distribuidos en Maracay y otras sedes alrededor de Venezuela.
Posteriormente el 3 de septiembre de 2010, se anunció en Gaceta Oficial N.º 7662, la creación de la Universidad Militar Bolivariana de Venezuela (UMBV), fusionando la Academia Militar de Venezuela, entre ellas la EFOTEC, que pasa a ser la Academia Técnica Militar Bolivariana, adscrita junto con siete academias más y varios institutos de formación especializados.

## Instituto

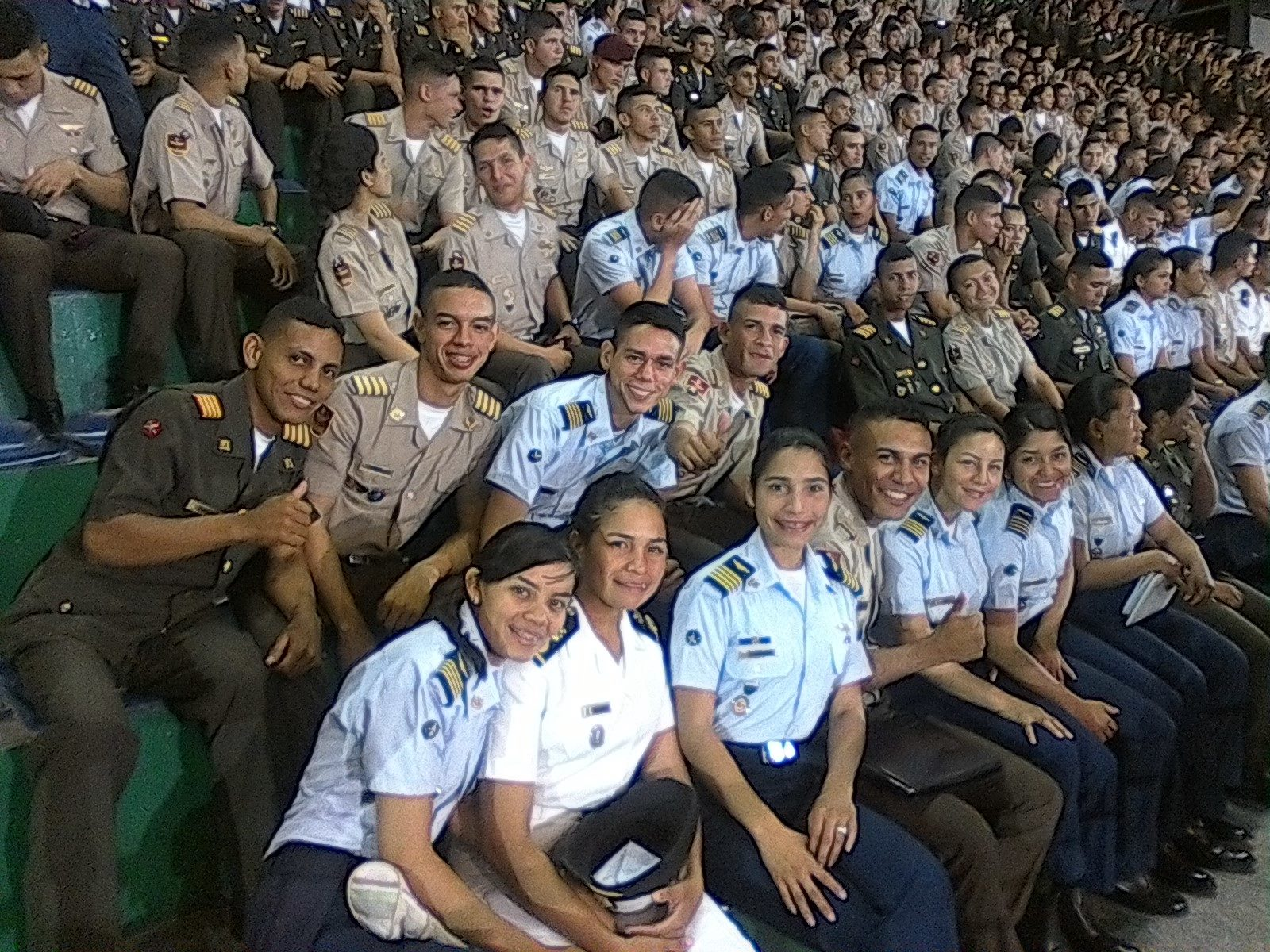
Cadetes de la Academia Técnica Militar Bolivariana junto con las demás academias adscritas a la Universidad Militar en 2017.

### Sede y academias
La Academia Técnica Militar Bolivariana, tiene su sede principal en la ciudad de Maracay, estado Aragua, Venezuela, donde comparte con cuatro núcleos y el resto se encuentran en Caracas (Distrito Capital) y Catia La Mar (estado La Guaira). La ATMB está dividida por los siguientes academias:
- Academia Técnica Militar del Ejército Bolivariano (AMTEB).
- Academia Técnica Militar de la Armada Bolivariana (ATMARB).
- Academia Técnica Militar de la Aviación Bolivariana (ATMAMB).
- Academia Técnica Militar de la Guardia Nacional Bolivariana (ATMGNB).
- Academia Técnica Militar de Comunicaciones y Electrónica (ATMCYE).
- Academia Militar de Ciencias de la Salud (AMCS).

### Carreras
Los cadetes se forman con los planes de estudios Simón Bolívar y los PNF, durante cuatro y cinco años (mención Enfermería) en la Academia Técnica Militar Bolivariana. Ellos egresan con el grado de Teniente o Teniente de Corbeta, donde obtienen el título de Licenciados en Ciencias Militares, Ciencias Navales, Enfermería Militar o Ingeniería Militar.

#### Academia Técnica Militar del Ejército Bolivariano
El núcleo de la ATMEB se encuentra ubicado en Maracay. Allí preparan durante cuatro años, oficiales técnicos del Ejército Bolivariano en las siguientes carreras universitarias:
- En Licenciatura en Ciencias y Artes Militares con las menciones:
  - Administración de Recursos Físicos y Financieros.
  - Policía Militar.
  - Producción Industrial.
  - Transporte.

- En Ingeniería Militar con las menciones:
  - Armamento.
  - Construcción.

#### Academia Técnica Militar de la Armada Bolivariana
El núcleo de la ATMARB se encuentra ubicado en Catia La Mar. Allí preparan durante cuatro años, oficiales técnicos de la Armada Bolivariana en las siguientes carreras universitarias:
- En Licenciatura en Ciencias Navales con las menciones:
  - Electricidad.
  - Electromecánica.
  - Electrónica.
  - Geografía Militar.
  - Hidrografía y Navegación.
  - Logística.
  - Plantas Navales.

- En Ingeniería Militar con la mención:
  - Geodesia.

#### Academia Técnica Militar de la Aviación Bolivariana
El núcleo de la ATMAB se encuentra ubicado en Maracay. Allí preparan durante cuatro años, oficiales técnicos de la Aviación Militar Bolivariana en las siguientes carreras universitarias:
- En Licenciatura en Ciencias y Artes Militares con las menciones:
  - Defensa Aeroespacial Integral.
  - Electrónica Aeronáutica.
  - Metalmecánica.
  - Meteorología.
  - Tránsito Aéreo.
  - Vigilancia y Control.

- En Ingeniería Militar con la mención:
  - Mecánica Aeronáutica.

#### Academia Técnica Militar de la Guardia Nacional Bolivariana
El núcleo de la ATMGNB se encuentra ubicado en Michelena. Allí preparan durante cuatro años, oficiales técnicos de la Guardia Nacional Bolivariana en las siguientes carreras universitarias:
- En Licenciatura en Ciencias y Artes Militares con las menciones:
  - Guardería Ecosocialista.
  - Investigación Penal.
  - Resguardo Nacional.
  - Seguridad.

#### Academia Técnica Militar de Comunicaciones y Electrónica
El núcleo de la ATMCYE se encuentra ubicado en Maracay. Allí preparan durante cuatro años, oficiales técnicos en los cuatro de los cinco componentes de la FANB, en varias carreras universitarias. Además, tiene una escuela para civiles, que durante tres años prepara a Técnico Superior Universitarios (TSU).
- En Ingeniería Militar con las menciones:
  - Electrónica.
  - Sistema.
  - Telecomunicaciones.[17]

- En TSU con la mención:[11]
  - Comunicación y Electrónica.

#### Academia Militar de Ciencias de la Salud
El núcleo de la AMCS se encuentra ubicado en Maracay y una extensión en Caracas. Allí preparan durante cinco años, oficiales técnicos en los cuatro de los cinco componentes de la FANB, en las siguientes carreras universitarias:
- En Licenciatura de:
  - Enfermería Militar.
  - Fisioterapia y Rehabilitación (cerrada en 2017).

## Controversias

### Javier Toro Blanco
El 11 de julio, en las instalaciones de la Academia Técnica Militar del Ejército Bolivariano en Maracay, estado Aragua. El cadete Javier Toro Blanco, de 17 años y cursante del segundo año en la academia, fueherido en el abdomen con una daga. Toro Blanco era hijo del Inspector Francisco Toro, un funcionario activo de la Policía del estado Aragua.El informe oficial, relata que el cadete sufrió una herida abdominal y fue inmediatamente trasladado al Hospital Militar Cnel. Elbano Paredes Vivas en Maracay. Tras ser sometido a una laparotomía exploratoria, los médicos encontraron lesiones en la aorta infrarrenal, en la aorta abdominal, y una lesión renal derecha. A pesar de los esfuerzos médicos, Toro Blanco falleció a causa de un shock hipovolémico grado IV, aproximadamente a las 9:30 p. m. del mismo día.
El agresor, de nombre Johan Alberto Torrealba Seco, de 19 años y también cadete de la institución, habría herido a Toro Blanco con una daga durante una discusión en el dormitorio de la academia.Tras el incidente, reportaron el incidente tanto a las autoridades superiores como a los familiares del fallecido. En la investigación del suceso se involucraron la Dirección General de Contrainteligencia Militar (Dgcim) y el Cuerpo de Investigaciones Científicas, Penales y Criminalísticas (Cicpc).

### Incidente de abuso sexual en la Academia Técnica Militar Bolivariana
El 28 de octubre de 2022, se dio a conocer un incidente grave que tuvo lugar en las instalaciones de la Academia Técnica Militar Bolivariana en 2021. El Ministerio Público condenó a 23 años de prisión a un capitán y a un primer teniente pertenecientes a la Fuerza Armada Nacional Bolivariana (FANB) por el abuso sexual de una estudiante adolescente de 17 años,por parte de dos oficiales superiores. El capitán Cristóbal Rafael Orozco y el primer teniente Edicvani José Díaz Lozano, ambos de 32 años, fueron hallados responsables de abusar de la joven que cursaba Ingeniería Mecánica en la Academia Técnica Militar Bolivariana.
El incidente se produjo el 23 de marzo de 2021. La estudiante se dirigía al cuarto de una compañera cuando fue interceptada por el capitán Cristóbal Rafael Orozco  a las 7 a. m. Mientras se dirigía al dormitorio de una compañera, el oficial la llevó a la fuerza a su habitación, donde procedió a desvestirla y amenazarla con palabras obscenas. Poco después, el primer teniente Edicvani José Díaz Lozano también participó en el abuso. Tras estos hechos, la joven, afectada por problemas de salud relacionados con el ataque, fue trasladada a la enfermería de la academia, donde, lamentablemente, los dos oficiales volvieron a abusar de ella.
La familia de la joven presentó una denuncia formal, lo que llevó a una investigación coordinada por el Ministerio Público. Como resultado, ambos oficiales, Orozco y Díaz Lozano, fueron arrestados y posteriormente condenados por "abuso sexual con penetración en acción continuada y amenazas". La sentencia dictaminó que cumplan su condena en el Centro Nacional de Procesados Militares de Ramo Verde, estado Miranda.